# Manuel Bihr
Manuel Tom Bihr (tiếng Thái: มานูเอล บีร์; sinh ngày 17 tháng 9 năm 1993) là một cầu thủ bóng đá chuyên nghiệp người Thái Lan gốc Đức thi đấu ở vị trí hậu vệ cho câu lạc bộ Bangkok United và đội tuyển quốc gia Thái Lan.
Trưởng thành từ lò đào tạo bóng đá trẻ của câu lạc bộ VfB Stuttgart, Bihr từng có nhiều năm chơi bóng tại Đức trong màu áo 1. FC Nürnberg và Stuttgarter Kickers.

## Tiểu sử
Manuel Bihr được sinh ra ở Herrenberg với bố là người Đức và mẹ là người Thái. Bihr bắt đầu tập luyện tại hệ thống trẻ của VfB Stuttgart năm 2008 khi anh 15 tuổi.

## Sự nghiệp câu lạc bộ
Ngày 29 tháng 9 năm 2014, Bihr được ra mắt tại giải hạng 2 Bundesliga (khi đó anh đang khoác áo Nurnberg), ở trận đấu gặp Kaiserslautern. Anh thi đấu trong 64 phút trước khi rời sân để nhường chỗ cho Cristian Ramírez.
Đến năm 2016, Manuel Bihr chuyển sang Thai League và khoác áo CLB Bangkok United cho đến thời điểm hiện tại. Cầu thủ này là chốt chặn vững chắc ở hàng phòng ngự trong màu áo đội bóng này.

## Sự nghiệp quốc tế
Vào tháng 3 năm 2017, Bihr lần đầu tiên được triệu tập vào đội tuyển Thái Lan dưới sự dẫn dắt của HLV Kiatisuk. Đó là thời điểm đội bóng xứ sở Chùa Vàng chuẩn bị cho trận đấu gặp Ả Rập Xê Út ở vòng loại World Cup 2018. Tuy nhiên đến phút chót, Bihr đã bị gạch tên do bất ngờ gặp phải chấn thương.
Đến tháng 8 năm 2017, Bihr tiếp tục góp mặt để chuẩn bị cho trận đấu với Iraq và Úc, cũng tại vòng loại World Cup 2018. Tuy nhiên anh không được HLV Milovan Rajevac tung vào sân.
Vào tháng 10 năm 2017, anh được triệu tập để thi đấu giao hữu trước Kenya. Cuối cùng anh cũng có màn ra mắt cho Thái Lan, trong đội hình xuất phát.
Vào tháng 3 năm 2018, Bihr được triệu tập để thi đấu tại Cúp Nhà vua Thái Lan 2018.

## Thống kê sự nghiệp

### Câu lạc bộ
Tính đến ngày 29 tháng 3 năm 2021
| Câu lạc bộ          | Mùa giải       | Giải đấu            | Giải đấu | Giải đấu | Cúp Quốc gia | Cúp Quốc gia | Cúp Liên đoàn | Cúp Liên đoàn | Châu lục | Châu lục | Khác | Khác | Tổng cộng | Tổng cộng |
| Câu lạc bộ          | Mùa giải       | Hạng                | Trận     | Bàn      | Trận         | Bàn          | Trận          | Bàn           | Trận     | Bàn      | Trận | Bàn  | Trận      | Bàn       |
| ------------------- | -------------- | ------------------- | -------- | -------- | ------------ | ------------ | ------------- | ------------- | -------- | -------- | ---- | ---- | --------- | --------- |
| 1. FC Nürnberg II   | 2012–13        | Regionalliga Bayern | 28       | 1        | —            | —            | —             | —             | —        | —        | —    | —    | 28        | 1         |
| 1. FC Nürnberg II   | 2013–14        | Regionalliga Bayern | 21       | 0        | —            | —            | —             | —             | —        | —        | —    | —    | 21        | 0         |
| 1. FC Nürnberg II   | 2014–15        | Regionalliga Bayern | 9        | 0        | —            | —            | —             | —             | —        | —        | —    | —    | 9         | 0         |
| 1. FC Nürnberg II   | Tổng cộng      | Tổng cộng           | 58       | 1        | —            | —            | —             | —             | —        | —        | —    | —    | 58        | 1         |
| 1. FC Nürnberg      | 2013–14        | Bundesliga 2        | 0        | 0        | 0            | 0            | —             | —             | —        | —        | —    | —    | 0         | 0         |
| 1. FC Nürnberg      | 2014–15        | Bundesliga 2        | 8        | 0        | 0            | 0            | —             | —             | —        | —        | —    | —    | 8         | 0         |
| 1. FC Nürnberg      | Tổng cộng      | Tổng cộng           | 8        | 0        | 0            | 0            | —             | —             | —        | —        | —    | —    | 8         | 0         |
| Stuttgarter Kickers | 2015–16        | 3. Liga             | 23       | 0        | 3            | 0            | —             | —             | —        | —        | —    | —    | 26        | 0         |
| Stuttgarter Kickers | Tổng cộng      | Tổng cộng           | 23       | 0        | 3            | 0            | —             | —             | —        | —        | —    | —    | 26        | 0         |
| Bangkok United      | 2016           | Thai League 1       | 4        | 0        | —            | —            | —             | —             | —        | —        | —    | —    | 4         | 0         |
| Bangkok United      | 2017           | Thai League 1       | 19       | 2        | 4            | 0            | 1             | 0             | 1        | 0        | 0    | 0    | 25        | 2         |
| Bangkok United      | 2018           | Thai League 1       | 28       | 1        | 1            | 0            | 0             | 0             | —        | —        | 0    | 0    | 29        | 1         |
| Bangkok United      | 2019           | Thai League 1       | 24       | 0        | 4            | 0            | 1             | 0             | 1        | 0        | 0    | 0    | 29        | 0         |
| Bangkok United      | 2020–21        | Thai League 1       | 27       | 3        | 1            | 0            | 0             | 0             | —        | —        | 0    | 0    | 28        | 3         |
| Bangkok United      | 2021–22        | Thai League 1       | 1        | 0        | 0            | 0            | 0             | 0             | —        | —        | 0    | 0    | 1         | 0         |
| Bangkok United      | Tổng cộng      | Tổng cộng           | 105      | 6        | 10           | 0            | 2             | 0             | 2        | 0        | 0    | 0    | 117       | 6         |
| Tổng sự nghiệp      | Tổng sự nghiệp | Tổng sự nghiệp      | 182      | 7        | 10           | 0            | 1             | 0             | 2        | 0        | 0    | 0    | 194       | 7         |

### Quốc tế
Tính đến 1 tháng 1 năm 2022
| Đội tuyển quốc gia | Năm       | Số trận | Bàn thắng |
| ------------------ | --------- | ------- | --------- |
| Thái Lan           | 2017      | 1       | 0         |
| Thái Lan           | 2018      | 3       | 0         |
| Thái Lan           | 2019      | 6       | 0         |
| Thái Lan           | 2021      | 4       | 0         |
| Thái Lan           | 2022      | 1       | 0         |
| Thái Lan           | Tổng cộng | 15      | 0         |